# Live in New York City (album Black Uhuru)
Live In New York City – drugi album koncertowy Black Uhuru, jamajskiej grupy muzycznej wykonującej roots reggae. 
Płyta została wydana w roku 1988 przez jamajską wytwórnię Sonic Sounds Records. Znalazło się na niej nagranie z koncertu zespołu w Nowym Jorku w roku 1986. Produkcją krążka zajął się Melvin Rowe. W roku 1991 nakładem labelu Rohit Records ukazała się reedycja albumu na CD.

## Lista utworów

### Strona A
1. "Brutal"
2. "Great Train Robbery"
3. "Sheck-A-Lack / Babylon Release The Chain"
4. "Foreign Mind / Many A Sorrow"
5. "Fit"

### Strona B
1. "Let Us Pray"
2. "Anthem"
3. "Emotional Slaughter"
4. "Solidarity"

## Muzycy

### Black Uhuru
- Junior Reid - wokal
- Duckie Simpson - chórki
- Puma Jones - chórki

### Instrumentaliści
- Earl "Chinna" Smith - gitara
- Chris Meredith - gitara basowa
- Carlton "Santa" Davis - perkusja
- Christopher "Sky Juice" Blake - perkusja
- Tony "Asha" Brissett - keyboard